# Nezabylice
Nezabylice (en allemand : Neosablitz) est une commune du district de Chomutov, dans la région d'Ústí nad Labem, en Tchéquie. Sa population s'élevait à 252 habitants en 2021.

## Géographie
Nezabylice se trouve à 7 km au sud-est du centre de Chomutov, à 49 km au sud-ouest d'Ústí nad Labem et à 79 km au nord-ouest de Prague.
La commune est limitée par Údlice au nord, par Bílence à l'est, par Hrušovany au sud, et par Všehrdy à l'ouest.

## Histoire
La première mention écrite de Nezabylice remonte à 1378.

## Administration
La commune se compose de deux quartiers :
- Hořenec
- Nezabylice

## Transports
Par la route, Nezabylice se trouve à 7 km de Chomutov, à 65 km d'Ústí nad Labem et à 86 km de Prague.